# Enantiomerengemisch
Enantiomerengemische sind in der Stereochemie Gemische aus zwei Enantiomeren und damit eine spezielle Form eines Stereoisomerengemisches:
- ist das Massenverhältnis der Enantiomere 1:1, so nennt man das Enantiomerengemisch ein Racemat
- ist das Massenverhältnis der Enantiomere verschieden von 1:1, so bezeichnet man dieses Stoffgemisch als nichtracemisches Enantiomerengemisch.

## Entstehung
Nichtracemische Enantiomerengemische können aus Racematen entstehen, wenn bei einer unvollständig ablaufenden kinetische Racematspaltung – beispielsweise unter dem Einfluss von Enzymen wie einer Lipase – eines der Enantiomere bevorzugt abgebaut wird; dann bleibt – bei nicht vollständiger Umsetzung – ein nichtracemisches Enantiomerengemisch übrig. Solche Prozesse der kinetischen Racematspaltung können in Organismen bzw. in der Umwelt auftreten. Es gibt auch technische Verfahren, die auf der Anwendung der kinetischen Racematspaltung beruhen, beispielsweise die industrielle Gewinnung von (S)-Methionin aus (RS)-N-Acetylmethionin.
Auch bei enantioselektiven Synthesen entstehen oft nichtracemische Enantiomerengemische, da solche Synthesen in der Regel nicht enantiospezifisch verlaufen.

## Chromatographie
Nichtracemische Enantiomerengemische lassen sich manchmal an achiraler stationärer Phase chromatographisch trennen.